# آلفرد بوخرر
 آلفرد بوخرر (انگلیسی: Alfred Bucherer؛ زاده ۹ ژوئیهٔ ۱۸۶۳ – درگذشته ۱۶ آوریل ۱۹۲۷) فیزیک‌دان اهل آلمان بود. او به خاطر آزمایش‌هایش روی جرم نسبیتی شناخته شده است. او همچنین اولین کسی بود که از عبارت «نظریه نسبیت» برای نظریه نسبیت خاص اینشتین استفاده کرد.

## تحصیلات
او از سال ۱۸۸۴ تا ۱۸۹۹ در دانشگاه هانوفر، دانشگاه جانز هاپکینز، دانشگاه استراسبورگ، دانشگاه لایپزیگ و دانشگاه بن تحصیل کرد. در سال ۱۸۹۹ در بن به تحصیل پرداخت و تا سال ۱۹۲۳ در آنجا تدریس کرد. در سال ۱۹۰۳ بوخرر اولین کتاب آلمانی‌زبان را منتشر کرد که کاملاً بر پایه حساب برداری نوشته شده بود.

## نظریه نسبیت
مانند پوانکاره، بوخرر به اعتبار اصل نسبیت اعتقاد داشت؛ یعنی تمام توصیفات اثرات الکترودینامیکی فقط باید شامل حرکت نسبی اجسام باشد، نه اتر. با این حال، او یک گام فراتر رفت و حتی عدم وجود فیزیکی اتر را نیز فرض کرد. بر اساس این ایده‌ها، او در سال ۱۹۰۶ نظریه‌ای را ارائه کرد که همچنین شامل این فرض بود که هندسه فضا ریمانی است اما این تئوری به طور مبهم فرموله شد و در سال ۱۹۰۸ والتر ریتز نشان داد که نظریه بوخرر به نتایج اشتباه در رابطه با الکترودینامیک منجر می‌شود و برخلاف آلبرت انیشتین، او رد وجود اتر را با نسبیت مکان و زمان مرتبط نکرد.
او در سال ۱۹۰۴ نظریه‌ای در مورد الکترون‌ها ارائه داد که در آن الکترون‌ها در خط حرکت منقبض می‌شوند و عمود بر آن منبسط می شوند. مستقل از او، پل لانگوین مدل بسیار مشابهی را در سال ۱۹۰۵ توسعه داد. مدل بوچرر-لانگوین جایگزینی برای مدل‌های الکترونی بود.
بوخرر اولین کسی بود که — در طی برخی اظهارات انتقادی در مورد نظریه انیشتین — از عبارت «نظریه نسبیت اینشتین» (Einsteinsche Relativitätstheorie) استفاده کرد.
بوخرر بعدها نسبیت عام را در برخی مقالات خود مورد انتقاد قرار داد. با این حال، این انتقادات رد شد؛ زیرا بوخرر فرضیه هم‌ارزی انیشتین را اشتباه تفسیر کرده بود.